# El Ligero
Simon James Musk (Leeds, 7 gennaio 1985) è un wrestler inglese.
Conosciuto anche come El Ligero o semplicemente Ligero, egli è noto per i suoi trascorsi in WWE e in numerose federazioni indipendenti europee.

## Biografia
È conosciuto per le sue apparizioni nelle federazioni indipendenti come la Defiant Wrestling e la Progress Wrestling. Nonostante sia inglese, egli si è sempre presentato come un luchador messicano.

## Carriera

### WWE (2018–2020)

#### NXT UKe rilascio (2018–2020)
Il 16 maggio 2018 Ligero è stato annunciato come uno dei partecipanti al torneo per determinare il contendente n°1 al WWE United Kingdom Championship di Pete Dunne, ma è stato eliminato da Travis Banks negli ottavi di finale. Successivamente, è stato annunciato che Ligero sarebbe diventato parte attiva del brand di NXT UK. Nella puntata di NXT UK del 20 marzo 2019 Ligero è stato sconfitto da Eddie Dennis. Nella puntata di 205 Live del 14 maggio Ligero è stato sconfitto dal Cruiserweight Champion Tony Nese in un match non titolato. Nella puntata di NXT UK del 26 giugno Ligero ha sconfitto Noam Dar. Nella puntata di NXT UK del 23 gennaio 2020 Ligero è stato sconfitto da Jordan Devlin. Nella puntata di NXT UK del 12 marzo Ligero è stato sconfitto da Noam Dar. Nella puntata di NXT UK del 2 aprile Ligero ha partecipato ad una 20-man Battle Royal per determinare il contendente n°1 all'NXT United Kingdom Championship di Walter ma è stato eliminato.
In seguito, Ligero è stato rilasciato dalla WWE.

## Personaggio

### Mosse finali
- C4L (Springboard tornado DDT)
- El Booto (Diving big boot)
- Mexican Splash (Diving splash)
- Mexican Wave (Springboard back flip three–quarter facelock diving inverted DDT)

### Soprannomi
- "The Mexican Sensation"
- "The Prestigious Mexican Sensation"

### Musiche d'ingresso
- Spanglish dei CFO$ (NXT UK; 2018–2020)

## Titoli e riconoscimenti
- 3 Count Wrestling
  - 3CW Triple Crown Championship (2)
- 4 Front Wrestling
  - 4 Front Wrestling Heavyweight Championship (1)
- Anglian Championship Wrestling
  - ACW Light Heavyweight Championship (1)
- Attack! Pro Wrestling
  - Kris Travis Tag Team Invitational 2017 Tournament – con Martin Kirby
- British Hybrid Wrestling
  - BHW Championship (1)
- British Real Attitude Wrestling League
  - BRAWL Cruiserweight Championship (1)
- Defiant Wrestling
  - Defiant Internet Championship (1)
  - Magnificent 7 (2017) Valigetta1
- Frontier Championship Wrestling
  - FCW Championship (1)
- Gerry Norton Promotions
  - GNP Tag Team Championship (1) – con Cameron Kraze
- Grand Pro Wrestling
  - GPW British Championship (1)
  - Crazy Cruiser 8 (2013)
- HOPE Wrestling
  - HOPE Kings Of Flight Championship (3)
- Infinite Promotions
  - Infinite Promotions Tag Team Championship (1) – con Bubblegum
  - Infinite Promotions Tag Team Championship Tournament (2014) – con Bubblegum
- New Breed Wrestling Association
  - NBWA Heavyweight Championship (1)
- New Generation Wrestling
  - NGW Undisputed Championship (1)
  - NGW Tag Team Championship (1) – con Dara Diablo
  - NGW Tag Team Championship Tournament (2011) – con Dara Diablo
  - Winner Of The Goole Trophy (1)
- North East Wrestling Society
  - NEWS British Championship (1)
  - NEWS British Championship Tournament
- Northern Wrestling League
  - NWL Elite Tag Team Championship (1) – con Bubblegum
- Norton British Wrestling
  - NBW Cruiserweight Championship (1)
- One Pro Wrestling
  - 1PW Tag Team Championship (1) – con Bubblegum
- Premier British Wrestling
  - PBW Heavyweight Championship (1)
  - King of Cruisers (2010)
- Preston City Wrestling
  - PCW Cruiserweight Championship (1)
- Phoenix Pro Wrestling
  - PPW Championship (1)
  - PPW Championship Tournament (2011)
- Power Trip Wrestling
  - PTW Heavyweight Championship (1)
- Progress Wrestling
  - Progress Championship (1)
  - Progress Tag Team Championship (2) – con Danny Garnell, Damon Moser e Nathan Cruz (1) e Nathan Cruz (1)
- Pro Wrestling Chaos
  - Knights of Chaos Championship (1, attuale) – con Martin Kirby
- Pro Wrestling Illustrated
  - 235º tra i 500 migliori wrestler singoli secondo PWI 500 (2018)
- Real Deal Wrestling
  - RDW European Championship (1)
  - RDW Lightweight Championship (1)
  - RDW Lincolnshire Regional Championship (1)
  - RDW Tag Team Championship (1) – con Martin Kirby
  - Blitz League (2008)
  - Money in the Bank (2008)
- SAS Wrestling
  - SAS Tag Team Championship (1) – con Bubblegum
- Southside Wrestling Entertainment
  - SWE Heavyweight Championship (1)
  - SWE Speed King Championship (1)
  - SWE Tag Team Championship (1, attuale) – con Joseph Conners
  - Speed King (2015)
- Swiss Wrestling Entertainment
  - SWE Championship (1)
- Tidal Championship Wrestling
  - TCW Championship (2)
- Triple X Wrestling
  - TWX Ax Championship (1)
  - TWX Crush Championship (1)
- WrestlingKULT
  - International Cult Cup Championship (1)
- X Wrestling Alliance
  - XWA Flyweight Championship (3)

1 El Ligero ha sconfitto Martin Kirby a Build to Destroy (2017) per vincere la valigetta di Magnificent 7 (2017).